# LOVE IS ECSTASY
「LOVE IS ECSTASY」（ラブ　イズ　エクスタシー）は、2011年9月14日に発売された中島美嘉の34枚目のシングル。
表題曲は東宝配給映画『アンフェア the answer』の主題歌。前作のシングル「Dear」に続き、2作連続で映画の主題歌に採用された。

## 収録曲

### CD
1. LOVE IS ECSTASY
  - 作詞：中島美嘉／作曲：Nickii／編曲：根岸孝旨
2. You Knocked Me Out
  - 作詞：中島美嘉・Lori Fine／作曲：Lori Fine／編曲：COLDFEET
3. LOVE IS ECSTASY（Instrumental）
4. You Knocked Me Out（Instrumental）

### DVD（初回限定生産盤のみ）
1. LOVE IS ECSTASY (Music Video)

## 楽曲の収録アルバム
- REAL (#1,2)
- DEARS (#1)